# Лосевка (Могилёвская область)
Ло́севка (бел. Лосеўка) — деревня в составе Обидовичского сельсовета Быховского района Могилёвской области Республики Беларусь.

## Население
- 2010 год — 20 человек